# Capa de hielo de la Cordillera
La capa de hielo de la Cordillera fue una capa de hielo importante que cubrió periódicamente gran parte de América del Norte durante los períodos glaciares durante los últimos ~ 2,6 millones de años. Esto incluyó las siguientes áreas:
- Montana occidental
- El Panhandle de Idaho
- El norte del estado de Washington hasta aproximadamente Olympia y Spokane
- Toda Columbia Británica
- El tercio suroeste más o menos del territorio de Yukon
- Todo el Panhandle de Alaska
- Alaska central meridional
- La península de Alaska
- Casi toda la plataforma continental al norte del Estrecho de Juan de Fuca

La capa de hielo cubría hasta 2,5 millones de kilómetros cuadrados en el Último Máximo Glacial y probablemente más que eso en algunos periodos anteriores, cuando pudo haberse extendido hasta el extremo noreste de Oregón y las montañas del río Salmón en Idaho. Sin embargo, es probable que su margen septentrional también haya migrado hacia el sur debido a la influencia causada por los niveles muy bajos de precipitaciones.
En su extremo oriental, el manto de hielo de la Cordillera se fusionó con el manto de hielo de las Laurentides en la divisoria continental, formando una zona de hielo que contenía una vez y media más de agua que el manto de hielo de la Antártida en la actualidad. En su extremo occidental se sabe actualmente que durante el último máximo glacial existieron varios pequeños refugios glaciares por debajo del nivel actual del mar en el ahora sumergido estrecho de Hécate y en la península de Brooks, en el norte de la isla de Vancouver. Sin embargo, las pruebas de la existencia de refugios libres de hielo por encima del nivel actual del mar al norte de la Península Olímpica han sido refutadas por estudios genéticos y geológicos desde mediados de la década de 1990. La capa de hielo se desvaneció al norte de la cordillera de Alaska porque el clima era demasiado seco para formar glaciares.
A diferencia del manto de hielo de las Laurentides, que se cree que tardó hasta once mil años en derretirse por completo, se cree que el manto de hielo de la Cordillera, a excepción de las zonas que permanecen glaciadas en la actualidad, se derritió muy rápidamente, probablemente en cuatro mil años o menos. Este rápido deshielo provocó inundaciones como el desbordamiento del lago Missoula y dio forma a la topografía del extremadamente fértil Inland Empire del este de Washington.

## Niveles del mar durante la glaciación
Debido al peso del hielo, la parte continental del noroeste de América del Norte estaba tan deprimida que el nivel del mar en el Último Máximo Glacial era más de cien metros más alto que el actual (medido por el nivel del lecho rocoso).
Sin embargo, en el borde occidental, en las Haida Gwaii (antes conocidas como Islas de la Reina Carlota), el menor grosor de la capa de hielo hizo que el nivel del mar fuera hasta 170 metros más bajo que el actual, formando un lago en las partes más profundas del estrecho. Esto se debió a que el mayor grosor del centro de la capa de hielo sirvió para empujar hacia arriba las zonas del borde de la plataforma continental en un preámbulo glacial. El efecto de esto durante la deglaciación fue que el nivel del mar en el borde de la capa de hielo, que naturalmente se deglaciaba primero, subió inicialmente debido a un aumento del volumen de agua, pero luego bajó debido al rebote después de la deglaciación. Algunos elementos submarinos del noroeste del Pacífico quedaron expuestos debido al descenso del nivel del mar, como el monte submarino Bowie, al oeste de Haida Gwaii, que se ha interpretado como una isla volcánica activa durante la última glaciación.
Estos efectos son importantes porque se han utilizado para explicar cómo los migrantes a América del Norte desde Beringia pudieron viajar hacia el sur durante el proceso de desglaciación debido exclusivamente a la exposición de la tierra sumergida entre el continente y numerosas islas continentales. También son importantes para comprender la dirección que ha tomado la evolución desde que se retiró el hielo.
Incluso hoy en día, la región se destaca por sus rápidos cambios en el nivel del mar, que, sin embargo, tienen poco efecto en la mayor parte de la costa debido a los numerosos fiordos .